# Aéroport international d'Anchorage Ted-Stevens
Pour les articles homonymes, voir ANC.
L'aéroport international d'Anchorage Ted-Stevens (code IATA : ANC • code OACI : PANC) est l'aéroport desservant la ville d'Anchorage aux États-Unis. L'aéroport est le hub de la compagnie Alaska Airlines. C'est aussi le 4e plus gros aéroport mondial quant au trafic marchand après ceux de Memphis, Hong Kong et Tokyo.
C'est le soixante-quatrième aéroport nord-américain avec plus de 4,8 millions de passagers qui y ont transité en 2009.
L'aéroport dessert toutes les grandes villes américaines et canadiennes, ainsi que la plupart de celles bordant l'océan Pacifique. C'est aussi le point de passage quasi obligé pour rejoindre les principales villes de l'Alaska en provenance de l'extérieur.
Construit en 1951 sous le nom d'aéroport international d'Anchorage, il fut renommé par la Législature d'Alaska en 2000 pour honorer le sénateur Ted Stevens (1923-2010).
Anchorage était une escale habituelle pour les passagers à destination de l'Asie des années 1960 aux années 1980 car les avions occidentaux ne pouvaient survoler l'espace aérien soviétique et n'avaient pas la capacité de faire le vol direct, sans escale. Quelques avions de ligne entre la côte Est américaine et l'Asie de l'Est s'arrêtent encore à Anchorage. Mais surtout, l'aéroport sert de second hub pour Alaska Airlines après Seattle. La majorité des vols de passagers se fait sur Alaska Airlines de ou vers Seattle (en moyenne 20 vols par jour) et Fairbanks (en moyenne 13 vols par jour).
Beaucoup de compagnies de cargo utilisent Anchorage comme hub, comme UPS et FedEx. Ce dernier possède ainsi des installations lui permettant de gérer 13 400 paquets par heure et employant plus de 1 200 personnes. Le trafic fret est prévu en augmentation, profitant de la croissance chinoise.
Anchorage envisage aussi d'être un point de connexion pour le trafic aérien vers l'Extrême-Orient russe. Même s'il n'existe actuellement aucune liaison entre Anchorage et la Russie, des projets existent pour des vols vers Sakhaline dans un futur proche, principalement pour répondre aux demandes des compagnies pétrolières américaines. Beaucoup de travailleurs de l'Alaska North Slope vivent à Anchorage ou ailleurs aux États-Unis et utilisent l'avion pour se rendre à Prudhoe Bay.
Du fait de sa situation géographique entre la Chine et les États-Unis et à la suite de la chute de plus de 90 % du trafic aérien mondial pendant la pandémie de Covid-19, l'aéroport d'Anchorage, avec son activité cargo, est devenu certains jours d'avril 2020, l'aéroport le plus fréquenté du monde.

## Situation
| Anchorage Aniak Bethel Deadhorse Dillingham Fairbanks Galena Homer Juneau Kenai Ketchikan King Salmon Klawock Kodiak Kotzebue Lake Hood Cordova Merrill Nome Petersbourg Red Dog Sitka St. Mary's Teller Unalakleet Unalaska Valdez Wiley Post Wrangell Yakutat |

## Statistiques
Pour des raisons techniques, il est temporairement impossible d'afficher le graphique qui aurait dû être présenté ici.

Voir la requête brute et les sources sur Wikidata.

## Compagnies et destinations
| Compagnies           | Destinations | Refs   |
| -------------------- | --- | ------ |
| Air Canada           | En saison : Vancouver | [ 3 ]  |
| Alaska Airlines      | - Adak (en), - Barrow, - Bethel, - Chicago-O'Hare, - Cordova (Alaska), - Prudhoe Bay/Deadhorse, - Fairbanks, - Honolulu, - Juneau, - Ketchikan (en), - Kodiak, - Kotzebue, - Los Angeles, - Nome, - Petersbourg (Alaska) (en), - Portland, - Seattle-Tacoma, - Sitka (en), - Wrangell, - Yakutat En saison : - Dillingham (en), - Kahului, - Kona, - King Salmon (en), - Las Vegas-Harry-Reid, - Phoenix-Sky Harbor | [ 4 ]  |
| American Airlines    | En saison : Dallas-Fort Worth, Los Angeles, Phoenix-Sky Harbor | [ 5 ]  |
| Condor               | En saison : Francfort | [ 6 ]  |
| Delta Air Lines      | Minneapolis-Saint-Paul, Seattle-Tacoma En saison : Atlanta H.-Jackson, Salt Lake City | [ 7 ]  |
| Grant Aviation       | Kenai (en) | [ 8 ]  |
| Icelandair           | En saison : Reykjavik-Keflavík | [ 9 ]  |
| JetBlue Airways      | En saison : Portland, Seattle-Tacoma | [ 10 ] |
| PenAir               | Cold Bay, Dillingham (en), King Salmon (en), île Saint-Paul, Sand Point (en), Dutch Harbor/Unalaska (en) | [ 11 ] |
| Sun Country Airlines | En saison : Minneapolis-Saint-Paul, Seattle-Tacoma | [ 12 ] |
| United Airlines      | Denver En saison : Chicago-O'Hare, Houston-George Bush, Newark-Liberty, San Francisco | [ 13 ] |

Édité  le 12/11/2018

## Accidents
- Le vol 007 Korean Airlines, qui fut abattu par la chasse soviétique le 1er septembre 1983, était parti de l'aéroport international d'Anchorage à destination de celui de Séoul quand il a été attaqué. Le vol assurait une liaison entre l'aéroport international John F. Kennedy et l'aéroport international de Gimpo avec une escale à Anchorage. Les 269 personnes à bord périrent.

- le vol 867 KLM, qui assurait la liaison entre Amsterdam et Anchorage, lors de son approche de l'aéroport traversa accidentellement à haute altitude le panache du volcan Redoubt provoquant l'extinction des quatre moteurs et une chute brutale de l'appareil qui réussit néanmoins à se poser à Anchorage.